# César González Antón
César González Antón es un periodista nacido en Madrid. Es hijo del también periodista, analista económico y antiguo presidente de la Asociación de la Prensa de Madrid,  Fernando González Urbaneja. Actualmente es director de La Sexta Noticias desde que fuera nombrado en 2006, año de fundación de la cadena.
Licenciado en Periodismo por la Universidad Europea de Madrid, máster de Periodismo de El País y máster de Marketing y Comunicación en la Universidad Oberta de Catalunya, tiene una intensa experiencia profesional en prensa, televisión e Internet.
César González Antón es también uno de los responsables y creadores de los programas Al Rojo Vivo, Más Vale Tarde, laSexta Columna, laSexta Noche, laSexta Clave o Xplica, que se realizan desde la redacción de laSexta Noticias.
La Academia de las Ciencias y las Artes de Televisión le otorgó el premio Talento por su trayectoria profesional detrás de las cámaras. 
En el año 2023, el periodista publicó su primera novela: "83 Segundos".  Editada por Minotauro. Con esa misma editorial, bajo el seudónimo de Arden Montag y junto a Paula Gonzalo, publicó su segunda novela: "Terradraga".     

## Vida profesional
En televisión ha trabajado en Canal+ Deportes; en prensa, ha trabajado en El País, La Vanguardia, AS y el periódico estadounidense Rock River Times (Illinois). Además ha sido Director de Contenidos del Área Multimedia del Real Madrid (televisión, móviles, web y publicaciones). También ha trabajado en la agencia de información económica GBA y en el departamento de Comunicación de la UNED.
Bajo su dirección, que comenzó en 2006, los programas informativos han pasado de arrancar en 2006, con menos de un 1% de audiencia, a liderar muchas de sus franjas. 
En 2006 es nombrado director de Información de La Sexta, en 2009 añade a sus responsabilidades la dirección de la sexta deportes, gracias a ser un hombre de confianza para el director de la cadena, Antonio García Ferreras. En 2011 se anunció la Fusión de Grupo Antena 3 y Gestora de Inversiones Audiovisuales La Sexta. Tras esa fusión nacieron programas como Más Vale Tarde o laSexta Noche. Además, desde la cadena se organizó el 7 de diciembre de 2015 el primer debate a cuatro de la historia de la televisión española (PP, PSOE, Podemos y Ciudadanos) previo a las elecciones del 20D.1

## Trayectoria
- Como becario en As.
- Edición madrileña de La Vanguardia (edición local).
- Periódico Rock Rivers Times (Illinois)
- Sección deportes de Canal+.
- Responsable del departamento de comunicación de la Universidad Nacional de Educación a Distancia.
- Jefe de contenidos multimedia del Real Madrid Club de Fútbol.
- Director de información y deportes de La Sexta.
- Colaborador en Al rojo vivo, Más vale tarde, La Sexta Noche y La Sexta Columna.